# Парана (річка)
Парана́ (порт. Rio Paraná [ˈʁi.u paɾaˈna] ( прослухати); іспанська Río Paraná [ˈri.o paɾaˈna] ( прослухати); гуар. Ysyry Parana) — річка в центральній та південній частинах Південної Америки, яка протікає через Бразилію, Парагвай і Аргентину шляхом довжиною приблизно 2570 кілометрів. Ця довжина зростає до 3998 км, якщо відстань відраховується від витоку річки Паранаїба в Бразилії. Річка Парана друга за довжиною та витратою води серед річок Південної Америки (після Амазонки) та восьма у світі. Назва «Парана» походить з мови Тупі та означає «подібна до моря» (тобто, «велика як море»). На ній знаходилося декілька водоспадів.

## Течія
Річка Парана формується у місці злиття річок Паранаїба і Ріо-Гранде в південній Бразилії. Після злиття річка тече приблизно в південно-західному напрямі близька 619 км перед тим, як вона зустрічає місто Сальтос-де-Гуайра у Парагваї. Колись тут існував водоспад Семи Каскадів (ісп. Sete Quedas), де, як видно з назви, Парана спадала униз серією з семи каскадів. Казали, що по висоті та по красі цей водоспад змагався зі знаменитим водоспадом Ігуасу на півдні. Проте каскади були затоплені під час будівництва греблі Ітайпу, яку було відкрито в 1984 році.
Протягом наступних 190 км Парана тече на південь і формує урочище між Парагваєм і Бразилією до злиття з річкою Ігуасу на стику кордонів Бразилії, Аргентини й Парагваю. Незабаром вгору по течії від цього злиття, річка перетинається великою греблею Ітайпу, найбільшою гідроелектростанцією у світі, створюючи велике водосховище позаду неї.

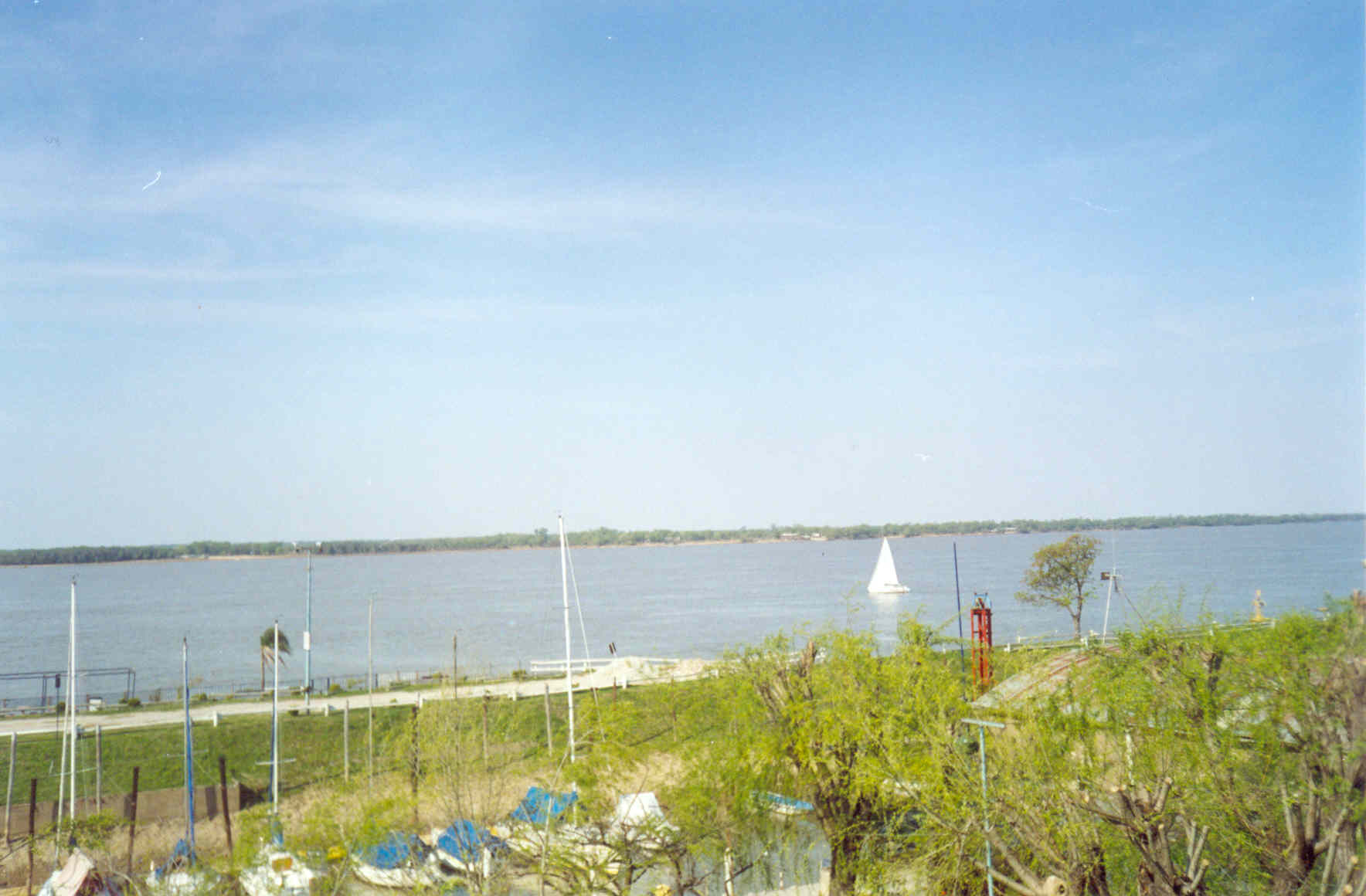
Річка Парана поблизу міста Росаріо, Аргентина

Після злиття з Ігуасу, Парана утворює природний кордон між Парагваєм і Аргентиною. Річка продовжує свій шлях на південь протягом 468 км перед поступовим поворотом на захід ще на 820 км, де зливається з річкою Парагвай, найбільшою притокою Парани. Перед цим злиттям річка проходить через другий важливий гідроелектричний об'єкт, греблю Ясірета (спільний проєкт Парагваю та Аргентини). Масивне водосховище, збудоване за цим проєктом, породило низку проблем для людей, що живуть уздовж річки, особливо найбідніших торговців і жителів низинних областей Енкарнасьйона, важливого міста на півдні Парагваю. Рівень річки значно піднявся після завершення будівництва греблі, затопивши значні населені області.
Від злиття з річкою Парагвай, Парана знову повертає на південь ще на приблизно 820 км, протікаючи через Аргентину та повертаючи назад на схід біля міста Росаріо перед кінцевою ділянкою у менш ніж 500 км перед злиттям з річкою Уругвай, формуючи естуарій Ріо-де-ла-Плата, через який вливається в Атлантичний океан. Протягом частини цієї ділянки, починаючи від міста Діаманте (провінція Ентре-Ріос), річка розділяється на декілька рукавів і формує дельту Парани, довгу затоплену рівнину шириною до 60 км.
Нині на річці на території Парагваю заходяться водоспади: Накундай, Такуапі.

## Використання

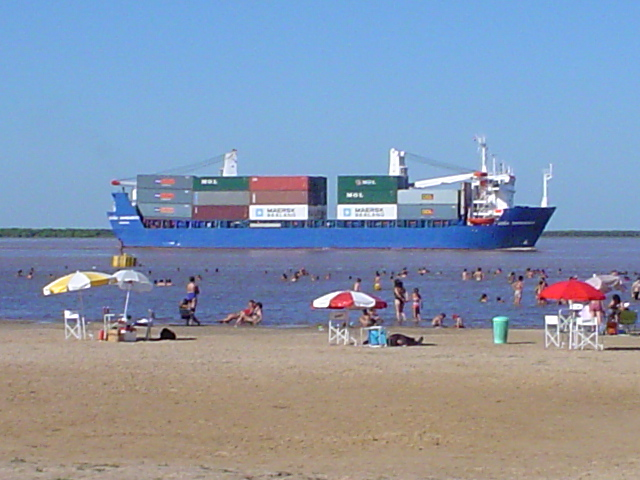
Транспортне судно біля міста Рамайо, Аргентина

Парана з притоками створює масивний басейн, що вкриває значну частину центру і південь континенту, по суті містячи в собі весь Парагвай, значну частину південної Бразилії, північної Аргентини, і навіть частину Болівії. Якщо рахувати річку Уругвай як притоку, до басейну Парани також входить і більша частина Уругваю. Цей басейн забезпечує водою ряд великих міст, зокрема столиці трьох країн: Буенос-Айрес, Асунсьйон і Бразиліа.
Парана зі своїми притоками — джерело прибутку і навіть щоденного існування багатьох рибаків, які живуть уздовж її берегів. Деякі види риби (наприклад surubí та sábalo) комерційно важливі та використовуються як для внутрішнього споживання, так і для експорту. На більшій частині річища Парана судноплавна і використовується як важлива водна артерія, що зв'язує віддалені від моря міста в Аргентині та Парагваї з океаном, забезпечуючи глибоководні порти в багатьох із цих міст. Спорудження великих гідроелектричних гребель уздовж довжини річок не дозволяє використання річки як водного коридору до міст вгору по течії, але вважається, що економічне значення цих гребель виправдовує це. Гідроелектростанції Ясірета та Ітайпу на кордоні Парагваю зробили країну найбільшим експортером гідроелектричної енергії у світі.

## Галерея

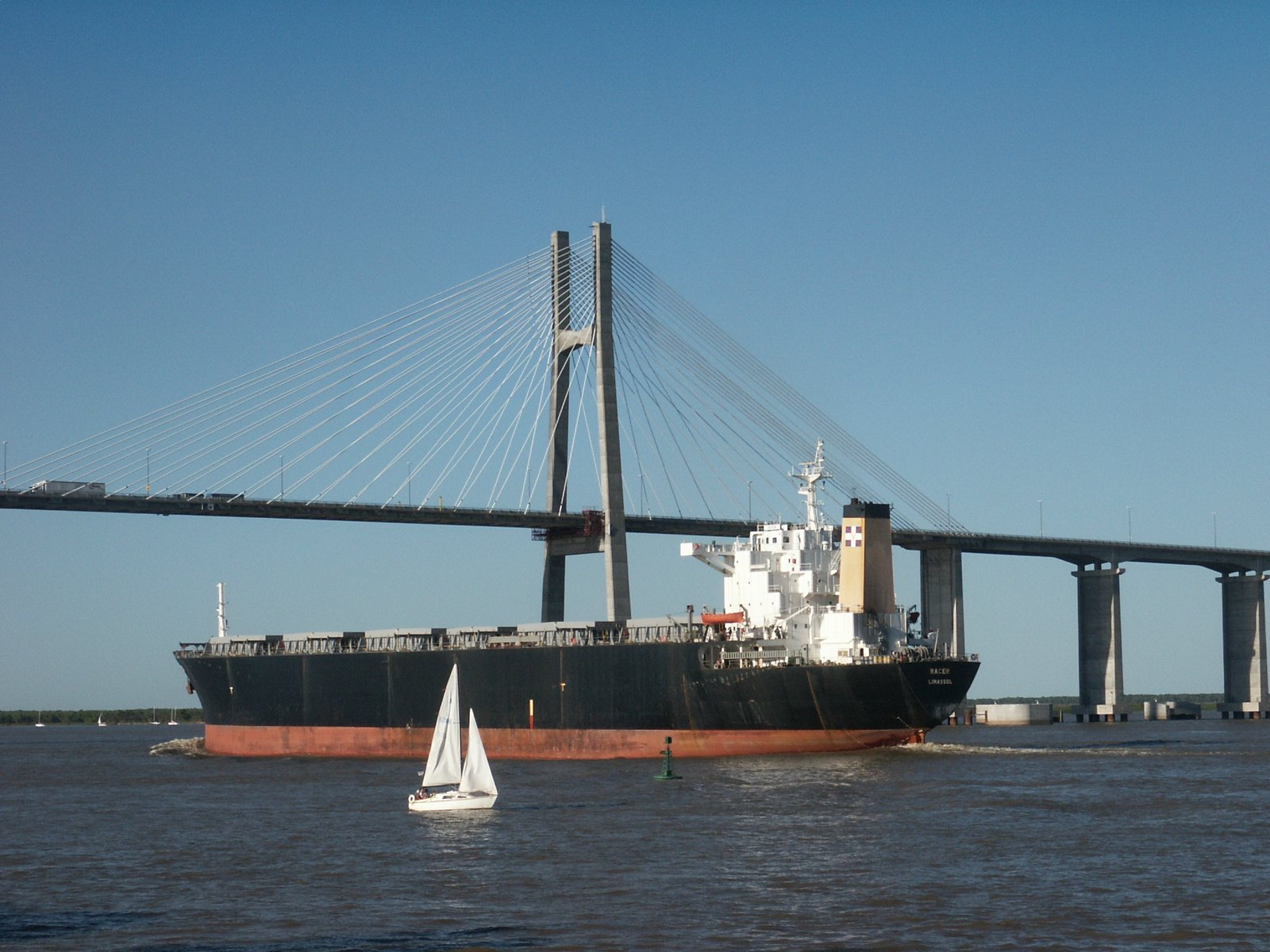
Міст Росаріо-Вікторія.
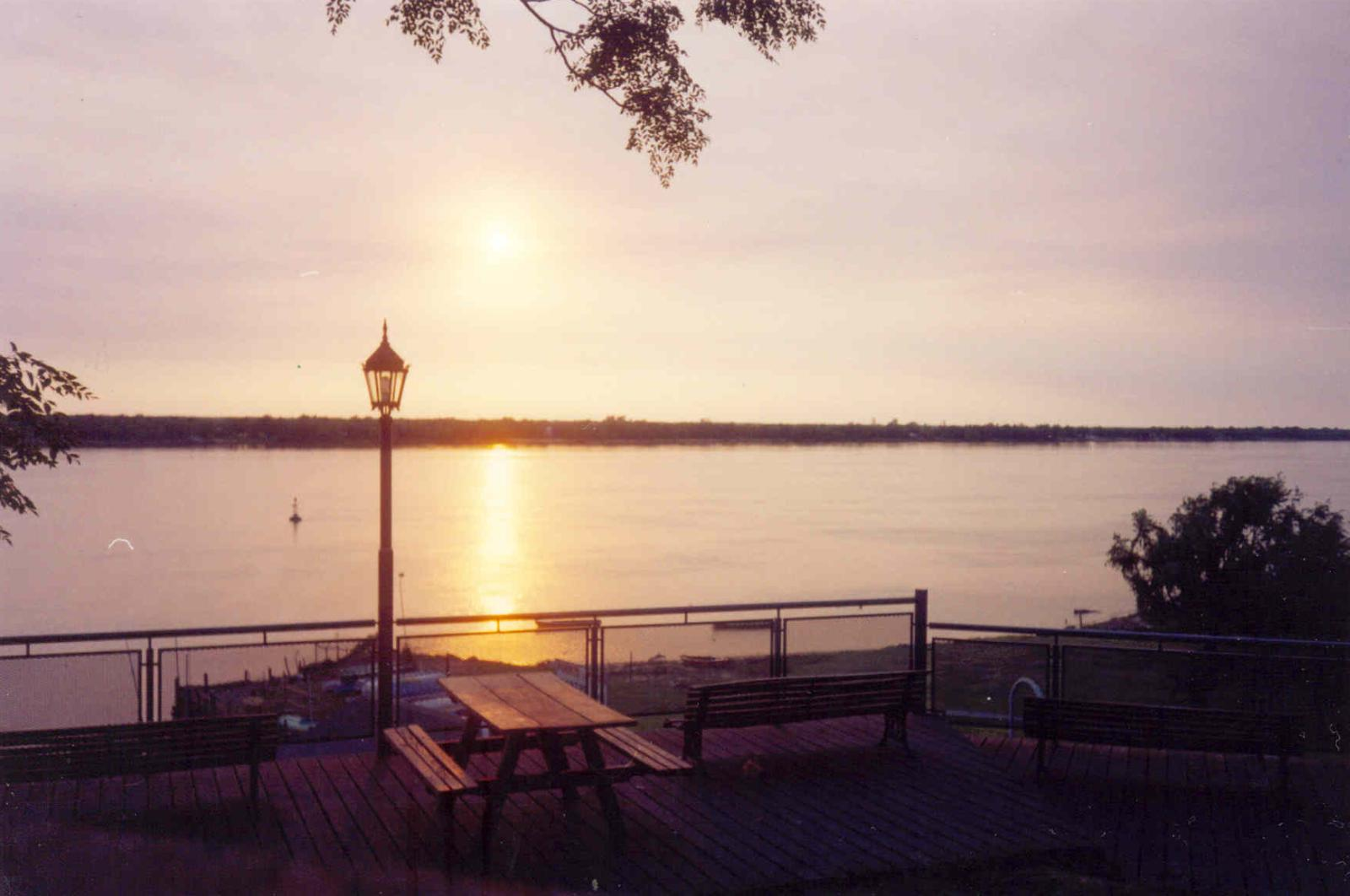
Схід сонця над річкою Парана, з північного сходу від м. Росаріо, Аргентина.
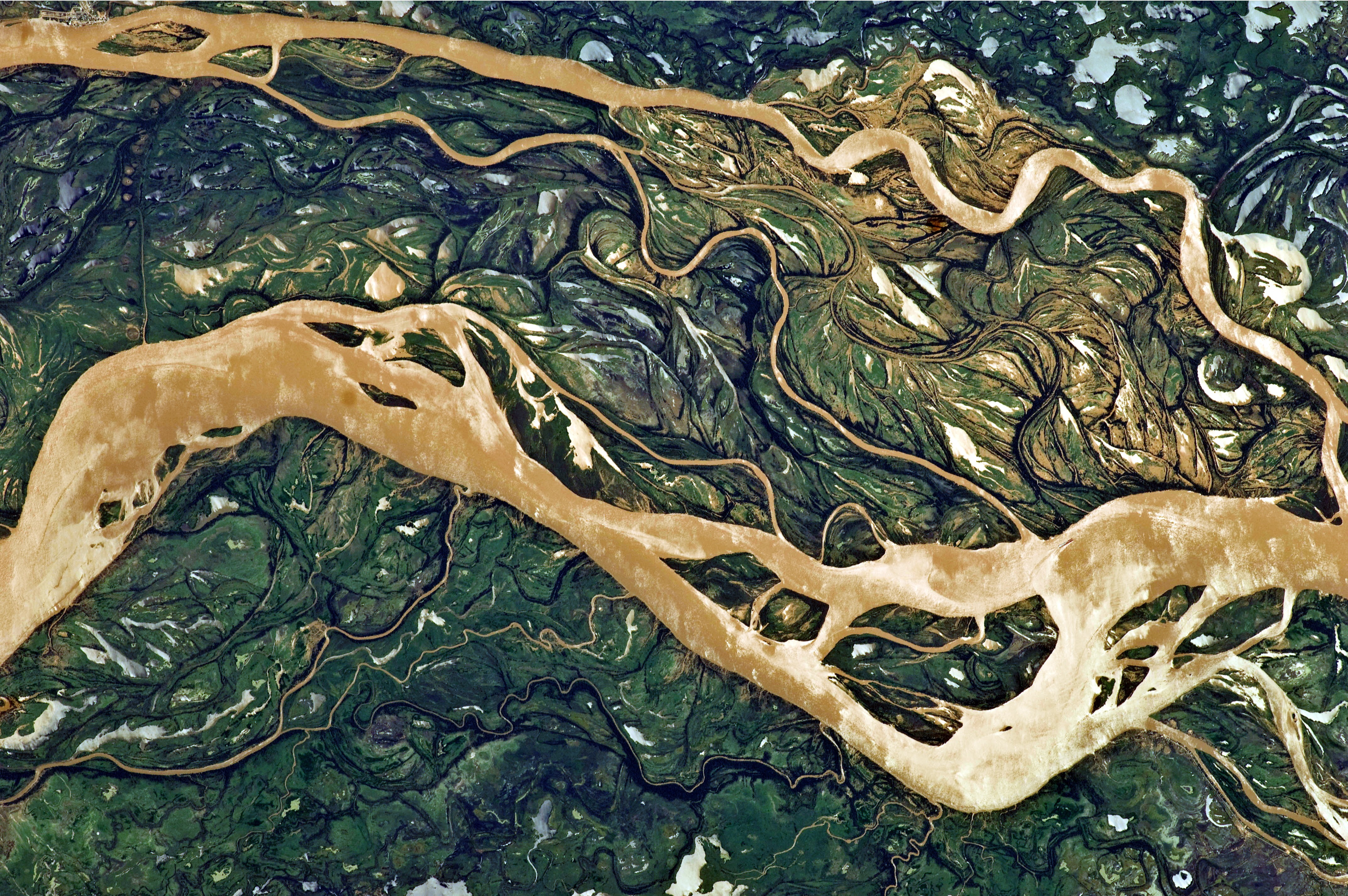
Супутникова фотографія, яка показує 29-кілометрову ділянку Парани, униз за течією від м.Гойї, Аргентина.